# Robbie Williams
Robert Peter Williams, més conegut com a Robbie Williams, (Stoke-on-Trent, Anglaterra, 13 de febrer de 1974) és un cantant anglès de música pop.

## Carrera musical
Va començar la seva carrera musical, amb tan sols 16 anys, com a membre del grup britànic Take That, sent el membre més carismàtic i estimat per moltes de les fans d'aquesta "boy band" (tipus de grups de pop sorgits als anys 90 als Estats Units i Regne Unit, formats per nois joves). El 1995 va abandonar el grup per discrepàncies i desavinences amb el mànager i alguns companys.
Aleshores va adoptar un estil de vida d'abandonament, amb drogues i alcohol, però en va poder sortir afortunadament amb força de voluntat i anant a una clínica de desintoxicació.
El 1997 va treure el seu primer disc en solitari, Life Thru A Lens. En destaquen els singles Old Before I Die, Let Me Entertain You i Angels, aquest últim un dels seus grans èxits.
En el seu segon disc, del 1998, anomenat I've Been Expecting You, destaca el single de gran èxit Millennium, entre d'altres de més èxit al Regne Unit que en terres catalanes.
Els seus primers dos àlbums van ser molt populars al Regne Unit i Europa, però no als Estats Units, és per això que va editar el recopilatori The Ego Has Landed per al públic estatunidenc el 1999.
De l'àlbum Sing When You're Winning, de finals de l'any 2000, es van extreure els singles Rock DJ, Kids (del que fa duet amb Kylie Minogue) i The Road To Mandalay. El videoclip de la cançó Rock DJ va provocar un impacte pel públic, ja que es veia Robbie Williams, amb efectes especials, arrencant-se la pell, músculs i òrgans fins a quedar-se amb els ossos. Això va fer que se censurés en alguns països i televisions; no ho va fer Canal Plus, que el va emetre sense censura i amb absoluta normalitat dins del programa diari de videoclips "Los 40 Principales".
El següent àlbum, Escapology, va sortir a la venda a la tardor del 2002. S'hi troba una de les seves millors cançons de la seva carrera musical, Feel. També se'n va extreure el single Come Undone, el videoclip del qual fou molt polèmic.
El 2004 va fer un recopilatori de les seves millors cançons, Greatest Hits, amb dues cançons inèdites que van ser singles, Radio, d'èxit considerable i Misunderstood.
El 2005 va reaparèixer amb un nou disc d'estudi, Intensive Care. D'aquest àlbum s'ha tret el single d'èxit Tripping i Advertising Space. Aquest àlbum es va presentar al públic amb un concert a Berlín el 9 d'octubre del 2005 que va ser retransmès per La 2 de TVE el 31 de desembre del 2005. També va actuar per presentar-lo al públic espanyol en els programes Buenafuente (Antena 3) i Navidad con los Lunnis (La Primera).
El 2006 va editar Rudebox, sense gaire èxit de vendes, degut en part a un sobtat canvi d'estil.
El 2007 va estar internat novament en una clínica de desintoxicació dels Estats Units per guarir-se de les seves addiccions a l'alcohol i a alguns fàrmacs.
El 9 de novembre del 2009 apareix el seu nou disc, Reality Killed the Video Star, que apunta ben fort amb l'èxit Bodies. Torna el millor Robbie Williams amb un disc rodó.
El 16 de novembre de 2010 surt a la venda un nou disc, Progress, del grup Take That, amb el single The Flood.
El 5 de novembre de 2012 surt a la venda Take the crown, un disc en solitari que arriba després de la seva trobada amb Take That. Candy n'és el primer single, compost juntament amb Gary Barlow.

## Discografia

### Amb Take That
- Take That & Party (1992)
- Everything Changes (1993)
- Nobody Else (1995)
- Progress (2010)
- TBA (2014)

### En solitari
D'estudi
- Life thru a Lens (1997)
- I've Been Expecting You (1998)
- Sing When You're Winning (2000)
- Swing When You're Winning (2001)
- Escapology (2002)
- Intensive Care (2005)
- Rudebox (2006)
- Reality Killed the Video Star (2009)
- Take the Crown (2012)
- Swings Both Ways (2013)

Recopilatoris
- The Ego Has Landed (1999)
- Greatest Hits (2004)

"Covers"
- Swing When You're Winning (2001)
- Let's Swing Again

En concert
- Live At Knebworth (2003)

DVDs
- Angels (1999)
- Where egos dare (2001)
- Live at The Albert (2001)
- Nobody Someday (2002)
- The Robbie Williams Show (2002)
- What we did last summer (Live at Knebworth) (2003)
- And Through It All (Robbie Williams Live 1997-2006) (2006)

## Vida personal
Robbie Williams és casat, des del 2010, amb l'actriu turco-estatunidenca Ayda Field i tenen dos fills.